# Sviluppo morfologico di Taranto
Lo sviluppo morfologico di Taranto ha inizio nell'VIII secolo a.C., sebbene una datazione precedente non sia da escludere.

## L'età classica
(Strabone - Geografia, VI, 3, 1. Traduzione di Nicola Biffi)
Una ricostruzione topografica che risulti attendibile della Taranto antica è molto difficile, in quanto l'attuale configurazione edilizia del Borgo Antico, è il risultato del millenario sovrapporsi di interventi urbanistici. Le continue demolizioni e ricostruzioni, avvenute spesso riutilizzando materiali e resti architettonici di varia provenienza, hanno contribuito significativamente alla cancellazione delle tracce del passato. A questo si vanno ad aggiungere il trafugamento di reperti archeologici e gli scavi distruttivi, operazioni che hanno reso spesso arduo il lavoro degli studiosi impegnati sia nella comprensione della città greco-romana, che nell'attribuzione ai reperti della giusta identità e ubicazione.
L'ipotesi tradizionale della fondazione di Taranto verso la fine dell'VIII secolo a.C., è stata avallata dai ritrovamenti archeologici effettuati. Le fonti tramandate dallo storico Eusebio di Cesarea, parlano dell'insediamento di alcuni coloni Spartani nell'istmo che separa il Mar Grande dal Mar Piccolo, oggi corrispondente all'area occupata dal Borgo Antico, ma all'epoca ancor più ristretta dell'attuale perché priva della fascia ottenuta mediante il riempimento voluto da Niceforo II Foca in età medievale. La difesa dell'area era assicurata sia a Nord che a Sud da alte scogliere, mentre ad Est da un muro di fortificazione preceduto da un fossato. Il ritrovamento di blocchi murari in largo San Martino ed in via di Mezzo, non escludono la possibilità che tale muro potesse circondare l'isola per intero, rinforzando le difese naturali con una cinta difensiva continua.
La penisola era destinata ad acropoli e costituiva il luogo più rappresentativo della città con i suoi monumenti ed i suoi edifici di culto. Grazie ai reperti venuti alla luce nel 1931 durante alcuni scavi effettuati in via Duomo, si è potuta ipotizzare la presenza di un'arteria longitudinale che attraversava l'acropoli, e da cui molto probabilmente avevano origine le arterie minori. Questo significa che la conformazione morfologica dell'asse viario in età antica non fosse differente da quella attuale. In particolare sono emersi due tratti di strada sovrapposti, di cui uno più recente di età bizantina e l'altro più remoto di età romana, corrispondenti grosso modo proprio alla via Duomo. Altri ritrovamenti archeologici testimoniano inoltre la sacralità del sito: i resti del tempio dorico inglobati parzialmente nella chiesa della SS. Trinità, i resti di un basamento templare sotto la chiesa di San Domenico Maggiore e i resti di un'area sacra sotto la chiesa di Sant'Agostino.
Quasi niente si conosce dell'antica disposizione delle abitazioni.
Nel V secolo a.C. Taranto si sottoponeva a grandi trasformazioni urbanistiche, con l'ampliamento dell'abitato ad Est dell'istmo, nella zona occupata precedentemente dall'antica necropoli. È tuttavia negli avvenimenti storici del periodo tra il III ed il I secolo a.C., e quindi nella inesorabile trasformazione della Taras greca nella Tarentum romana, che è da ricercare la perdita della propria identità originaria. Secondo le fonti tramandate da Polibio e da Strabone, l'acropoli in età romana sarebbe stata privata del suo arredo architettonico, ma potrebbe comunque rappresentare l'unica sopravvissuta agli interventi urbanistici derivanti dal confluire della comunità greca e della colonia romana nell'unica struttura amministrativa del cosiddetto "municipium", nell'89 a.C.

## L'età medievale
La ricostruzione topografica della Taranto medievale è anch'essa molto difficile, a causa degli scarsi ritrovamenti archeologici e delle poche testimonianze storiche disponibili.
Fonti anonime, documentano una città a volte molto viva e attiva commercialmente, altre volte ridimensionata nella sua importanza e nella sua consistenza demografica. All'inizio della guerra greco-gotica del VI secolo, l'acropoli viene nuovamente fortificata e le abitazioni la cingono strettamente, mentre la parte ad Est dell'istmo comincia a ruralizzarsi. L'avvicendamento dei Bizantini e dei Longobardi non lascia tracce visibili, né gli scavi condotti nel Borgo Antico hanno portato alla luce alcun monumento paleocristiano o testimonianze di luoghi di culto.
Anche la permanenza a Taranto dei Saraceni, protrattasi dall'840 per ben quarant'anni, non lascia testimonianze urbanistiche ed architettoniche. La stessa presenza di vicoli spezzati e chiusi, spesso terminanti in larghi o piazzette, viene associata a modelli di castra bizantini, piuttosto che a modelli di casbah musulmani. La ripresa della città da parte di Basilio I il Macedone, lascerà invece i primi segni inequivocabili nella topografia della città: tra l'880 ed il 927 viene costruita ad opera dei Bizantini una "Rocca", molto probabilmente nel luogo in cui oggi sorge il Castello Aragonese. Questa struttura difensiva non salverà Taranto dalla sua distruzione definitiva avvenuta il 15 agosto 927 ad opera dei Musulmani guidati dallo schiavone Sabir.
La città rimase un cumulo di rovine fino al 967, quando l'Imperatore bizantino Niceforo II Foca, cedendo alle reiterate pressioni dei superstiti, ne decise la ricostruzione. Secondo la tradizione, un ingegnere anch'egli di nome Niceforo, fece cingere quella che era l'acropoli con un alto muro, intervallato da torri e rinforzato ad oriente con una fortezza, fece ricostruire tutti gli edifici distrutti, fece edificare sul canale naturale un ponte su 7 arcate che si collegava alla via Appia e fece colmare il tratto costiero lungo il Mar Piccolo per facilitare il lavoro dei pescatori: nascono la piazza pubblica, la via di Mezzo, la via Marina, e le postierle che mettono in comunicazione la città bassa con la città alta. Questa zona è ancora oggi perfettamente riconoscibile dalla presenza di isolati stretti e lunghi, separati dai vicoli perpendicolari al mare.

## L'età normanno-sveva
La ricostruzione topografica della Taranto normanno-sveva può essere solamente ipotizzata,  poiché l'edilizia urbana di questo periodo è quasi completamente scomparsa o è stata inglobata nell'edilizia del XVII e XVIII secolo.
La conformazione morfologica della città si modifica significativamente agli inizi dell'XI secolo, grazie soprattutto ad una politica che consente la convivenza di istituzioni greche, ebree e latine. Queste rafforzano la loro presenza sul territorio attraverso la costruzione di edifici sacri e monasteri, la cui più importante testimonianza è rappresentata dalla cattedrale di San Cataldo. Come confermano le fonti tramandate dal geografo Edrisi, i Normanni avevano già trovato una città prospera ed attiva commercialmente, edificata ancora sull'acropoli e disseminata di grandi edifici e di palazzi.
La nuova conformazione morfologica, non molto differente da quella attuale, rimarrà inalterata nei secoli successivi. Essa prevede una suddivisione dell'isola in quattro pittaggi, organizzati a loro volta in quattro vicinii, secondo i due assi viari principali corrispondenti grosso modo alla via di Mezzo ed alla postierla via Nuova: il pittaggio San Pietro, caratterizzato da un'edilizia di pregio, e il pittaggio Baglio, nei pressi del castello, sono entrambi sul lato prospiciente il Mar Grande; il pittaggio Ponte, in prossimità del ponte, e il pittaggio Turripenne, caratterizzato dal ghetto degli Ebrei, si affacciano invece sul Mar Piccolo. Con gli Svevi tutti gli interventi edilizi della città si concentrano sugli uomini di potere. Non vi sono stati tuttavia ritrovamenti archeologici che confermino l'ipotesi della costruzione di un palazzo per la sosta dell'imperatore Federico II, nei pressi della chiesa di San Domenico Maggiore.

## L'età angioina

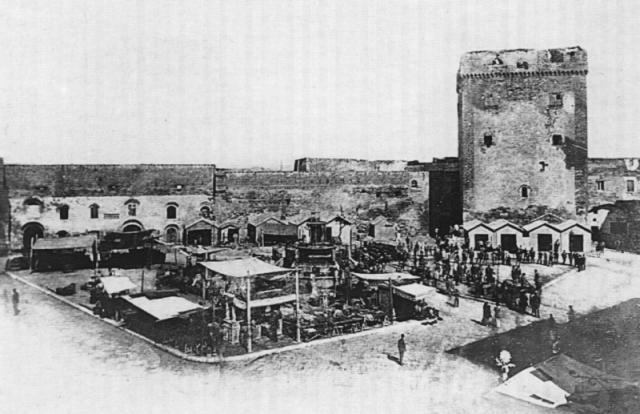
La "Cittadella" e la Torre di Raimondello

La ricostruzione topografica della Taranto angioina è da mettere in relazione con il nuovo ruolo di capitale che la città assunse nell'ambito del Principato di Taranto, formatosi in seguito alla spartizione del Ducato di Puglia tra i due figli di Roberto il Guiscardo.
Al ruolo prestigioso tuttavia, non è corrisposta una ristrutturazione dell'abitato in termini di edilizia di prestigio, dato che il grosso dell'attività si concentrò sulla fortificazione della città, sia perché gli Angioini risiedevano abitualmente a Napoli, sia per l'incombente minaccia rappresentata in quegli anni dai Turchi: mentre quindi la crisi economica determinata dalla scarsità di commercio e dall'aggravio fiscale attanaglia la città, si effettuano i lavori di ristrutturazione del castello e di sopraelevazione delle mura che cingono l'isola. È da ricordare inoltre la costruzione sulla parte occidentale dell'isola della Torre di Raimondello, voluta da Raimondo Orsini Del Balzo e demolita sul finire del XIX secolo.
Le uniche eccezioni architettoniche di rilievo sono legate alla presenza in città degli ordini mendicanti dei Francescani e dei Domenicani, con il convento di San Francesco d'Assisi ed il convento di San Domenico che dominano lo spazio urbano agli estremi dell'asse viario principale, influenzando con il loro stile gotico le logge, i ballatoi e i merli dell'edilizia circostante. Grazie inoltre alle pressioni esercitate dalla cittadinanza su Giovanni Antonio Orsini Del Balzo, vengono riordinati i pittaggi Baglio e Turripenne e viene ampliata la piazza pubblica con l'abbattimento della dogana e di numerose abitazioni. Fonti costituite dagli inventari dei beni del principe, testimoniano come la piazza costituisca il fulcro di tutte le attività: in essa ci sono le pescherie, le stalle e un lavatoio pubblico, si riparano le imbarcazioni, si stendono le reti, si deposita il legname e si pigia l'uva dei vigneti.

## L'età aragonese-spagnola
La ricostruzione topografica della Taranto aragonese-spagnola evidenzia trasformazioni significative, sia nell'edilizia civile che in quella ecclesiastica, ma il settore su cui si concentrano tutti gli sforzi rimane quello della fortificazione della città. Sia la ripresa delle attività produttive che l'intensificarsi della minaccia turca, costrinsero gli Aragonesi a riconsiderare la posizione strategica del porto e a rivederne il sistema difensivo: si dà inizio ai lavori di demolizione della "Rocca" bizantina, per lasciare il posto al nuovo castello progettato dall'Arch. Francesco di Giorgio Martini, e si procede contemporaneamente all'escavazione di un fossato, ad opera del Principe Marcantonio Filomarino, nella posizione dell'attuale canale navigabile, a seguito del quale la penisola si trasforma in un'isola. Il Comune invece si fa carico della costruzione di una cinta fortificata e rinforzata con torri lungo tutto il perimetro della città.
I lavori di fortificazione sulla parte orientale dell'isola procedettero a rilento e si rivelarono molto costosi, tanto che nel 1484 fu completata solo la "Torre Sant'Angelo", costruita a spese dei cittadini. Ferdinando II d'Aragona decise comunque di proseguire i lavori, imponendo il dazio sulla pesca per reperire i fondi necessari al loro completamento.  Sulla parte occidentale dell'isola invece, la Torre di Raimondello viene rinforzata con due torrioni ed ampliata con un cortile in direzione della città, trasformandosi in una vera e propria "Cittadella" posta a sentinella dell'accesso dal Ponte di Porta Napoli. Complessivamente, agli inizi del XVI secolo, Taranto risulta essere difesa ad Est dal castello, ad Ovest dalla "Cittadella" e a Sud dalla scarpata naturale prospiciente il Mar Grande, e rivendica con forza la pubblica proprietà delle fortificazioni urbane edificate a proprie spese.
Anche con l'arrivo degli Spagnoli, la città è assillata dalle onerose pretese dei governanti di fortificare la città. Nel 1594, l'occupazione turca delle Isole Cheradi protrattasi per sei mesi, fu l'occasione per dare inizio ad un grandioso e innovativo progetto di fortificazione. Il progetto, affidato all'Ing. Tiburzio Spannocchi, si realizza solo parzialmente per la solita mancanza di fondi: lungo le coste settentrionali e meridionali vengono costruite delle mura, mentre lungo il fossato viene costruito un muro a scarpa terrapienato, con due torri agli estremi ed una torre intermedia. Le trasformazioni significative del centro abitato invece, sono da ascrivere in particolare all'edilizia ecclesiastica, le cui strutture religiose fungono da luogo di aggregazione. A tal proposito, gli antichi verbali della visita alle istituzioni effettuata dall'Arcivescovo Monsignor Lelio Brancaccio tra il 1576 ed il 1578, testimoniano la collocazione urbanistica e le caratteristiche architettoniche delle strutture religiose che attualmente non esistono più.

## L'età sei-settecentesca
La ricostruzione topografica della Taranto seicentesca evidenzia una massiccia ristrutturazione delle strutture religiose esistenti e la costruzione di nuovi conventi. Nel Seicento si modificano in modo radicale il convento di San Domenico ed il convento di San Francesco d'Assisi, si apportano importanti modifiche alla cattedrale di San Cataldo, si ricostruiscono il convento dei padri Gesuiti, il convento di San Pasquale Baylon, il monastero delle Monache clarisse, e si ampliano molte chiese minori. Per quanto riguarda l'edilizia civile, si trasformano e si edificano i grandi palazzi nobiliari che ancora oggi caratterizzano il volto del Borgo Antico. Queste significative trasformazioni dello spazio urbano, determinano l'abbattimento di interi quartieri e la conseguente espulsione degli abitanti, i quali si vedono così costretti a sovrappopolare i pochi spazi ancora disponibili operando sopraelevazioni e divisioni indiscriminate, tanto da compromettere gravemente le condizioni di vivibilità ed igienico-sanitarie dell'isola.

Fortificazioni del Borgo Antico di Taranto nel XVI secolo

Anche nel Settecento le trasformazioni più significative si colgono nelle strutture religiose e nei conventi. Si costruiscono infatti la chiesa di Monteoliveto ed il monastero di San Michele, si completa il monastero di Santa Chiara con la facciata, si costruisce la scalinata della chiesa di San Domenico Maggiore e al suo interno si realizzano gli altari in marmo e la controsoffittatura dipinta, si completa la facciata della cattedrale di San Cataldo e la si arreda all'interno, in particolare il Cappellone e il vestibolo, con le statue di Giuseppe Sanmartino e gli affreschi di Paolo De Matteis. Nell'edilizia civile si continua nell'opera di edificazione dei grandi palazzi nobiliari attraverso l'accorpamento di edifici minori. In particolare nei pittaggi San Pietro e Baglio, sorgono alcuni tra gli edifici di maggior pregio del Borgo Antico, recentemente sottoposti a restauro: Palazzo Pantaleo, Palazzo Amati, Palazzo Galeota, Palazzo Ciura e Palazzo d'Ayala Valva.

## L'età ottocentesca
La ricostruzione topografica della Taranto ottocentesca è da mettere in relazione con la rivalutazione del ruolo strategico del porto e con la questione delle servitù militari che impedivano da secoli l'espansione urbanistica al di fuori della cinta muraria. Tuttavia, il 9 settembre 1827, un'alluvione provocò danni a molte abitazioni ed alle mura che cingevano la città. La crescita demografica della città di Taranto nel Settecento ed ancor più nell’Ottocento finì col rendere troppo angusti i confini dell’isola-città vecchia; si rese così necessaria l’adozione di un piano di ampliamento che potesse porre rimedio anche alle difficili condizioni igieniche dell’isola, accentuate proprio dal sovraffollamento. Già nel 1789, e poi più tardi nel 1859, furono avanzate ai Borbone richieste per la stesura di un progetto di sviluppo edilizio, approvate però solo poco dopo l’unità nazionale dal nuovo governo italiano.
Nella seconda metà dell'Ottocento, in seguito all'incorporazione della città nel Regno d'Italia, le nuove ipotesi di sviluppo sono affidate allo strumento del piano regolatore generale, in base al quale si prevede la suddivisione di Taranto in due sobborghi: quello orientale da 25 000 abitanti e quello occidentale da 35.000. Quando nel 1865 la città fu dichiarata aperta e libera da servitù militari da un regio decreto del Re Vittorio Emanuele II di Savoia, si decise per la distruzione di tutte le mura e le fortificazioni esistenti, perseguendo un impeto liberatorio che finì per coinvolgere la stessa "Cittadella". Tali distruzioni si protrassero in più fasi fino al 1893.
L'incarico di disegnare la crescita di Taranto verso oriente fu affidato all’architetto Davide Conversano, che concepì un quartiere moderno, con larghe vie a scacchiera e ricco di piazze, ma purtroppo non rispettoso del patrimonio archeologico della città, via via scoperto, e distrutto, dai vari lotti di espansione. Il piano Conversano seguiva gli schemi tipici dell'urbanistica ottocentesca: una maglia regolare di strade ortogonali la cui realizzazione rese necessarie notevoli modifiche all'altimetria naturale del suolo, non a caso il quartiere venne successivamente ribattezzato "Borgo Umbertino". In alcune aree si operarono profondi sbancamenti, mentre altre furono interrate; quest'ultime sono estremamente interessanti per la ricerca archeologica in quanto hanno conservato intatto il bacino stratigrafico.
Nel frattempo l'attuazione del piano regolatore generale si rivela lenta per difficoltà economiche, nonché difficoltosa nella scelta dell'ubicazione della ferrovia e dell'arsenale: con la legge n.833 del 29 giugno 1882 infatti, il Parlamento italiano aveva deciso la costruzione dell'Arsenale Militare Marittimo, per rimediare alla sempre crescente necessità di difesa dell'Italia protesa verso il Mar Mediterraneo. Si decide che la sua ubicazione debba essere presso la cala di Santa Lucia nel Mar Piccolo, anche per tenere separate le attività militari dalle attività civili che si sarebbero sviluppate in seguito alla sistemazione del porto commerciale e alla costruzione della ferrovia oltre il Ponte di Porta Napoli. In questa fase, il Borgo Antico di Taranto recita un ruolo molto marginale nello sviluppo urbanistico di quegli anni, ad esclusivo vantaggio della crescita disordinata del Borgo Nuovo oltre il fossato, trasformato in canale navigabile ed attraversato dal nuovo Ponte Girevole.
Nel 1883, il 14 settembre si verificò un'imponente alluvione che provocò danni e morti nel borgo antico. Ciò accadde in seguito allo sbarramento con una diga del fossato del Castello Aragonese per la costruzione del canale navigabile, quando questa cedette sotto il peso dell’acqua di uno straordinario nubifragio, che determinò lo straripamento del Mar Piccolo, causando l’inondazione di vicoli, stretti e case della città vecchia e la morte di molte persone. L'alluvione fu talmente violenta da danneggiare numerosi edifici e distruggere il ponte di Porta Napoli.
Il primo fabbricato del nuovo quartiere fu Palazzo Amelio, eretto negli anni ’60 dell’ottocento, tuttavia, il vero “boom” edilizio si ebbe negli anni successivi al 1880, quando si iniziò la costruzione dell’Arsenale Militare (avviati nel 1883) e si diede avvio all'ampliamento del canale navigabile. In questa fase comparvero molti edifici di rilievo, come Palazzo D'Ayala Valva.

## L'età novecentesca
Agli inizi del Novecento, si determina nel Borgo Antico un'ulteriore compromissione delle condizioni di vivibilità ed igienico-sanitarie, a causa delle sopraelevazioni e delle divisioni operate in maniera indiscriminata dalla popolazione più povera. Le operazioni di risanamento cominciano negli anni venti con l'abbattimento di alcuni strutture religiose: la chiesa di San giovanni Battista di fronte alla chiesa di San Domenico Maggiore, ed il convento dei Celestini in piazza Castello.
Durante il ventennio fascista fu sistemato il Lungomare di Mar Grande, lungo il quale furono innalzati anche imponenti edifici pubblici, come il Palazzo del Governo, opera dell’architetto Armando Brasini. A Cesare Bazzani si devono invece il Palazzo delle Poste, la sede della Banca d'Italia e l'ex Casa del Fascio, edificio quest'ultimo decorato nella "sala delle udienze" da notevoli affreschi opera di Mario Prayer.
Nel 1931 si persegue un piano di risanamento secondo il quale si intende bonificare le zone igienicamente malsane demolendo e ricostruendo tutto ciò che non costituisca una chiesa o una testimonianza significativa del passato. Così, tra il 1934 ed il 1940, mentre nel Borgo Nuovo si inaugurano il Palazzo del Governo ed il Palazzo delle Poste, si costruiscono nella parte bassa dell'isola nuovi isolati posti in serie al posto delle vecchie abitazioni. L'imminenza della seconda guerra mondiale arresta però l'opera demolitoria nel borgo antico, e l'opera costruttiva nel borgo nuovo, il cui nuovo lungomare era previsto divenisse sino il Lungomare più lungo d'Europa, terminando a San Vito.
Gli anni del secondo dopoguerra sono stati caratterizzati da fenomeni di speculazione edilizia: diversi antichi edifici sono stati abbattuti e sostituiti da palazzi moderni, spesso molto più alti dei precedenti, che hanno finito per modificare la fisionomia del Borgo. La realizzazione negli anni sessanta del "IV Centro Siderurgico Italsider" e la progressiva crescita demografica complessiva, favoriscono lo spostamento di molti nuclei familiari verso le nuove abitazioni del Borgo Nuovo, determinando lo spopolamento dell'isola, a favore dello sviluppo di numerosi nuovi quartieri. Il notevole sviluppo economico e demografico della città, venne inoltre accompagnato dal progressivo, seppur più lento, sviluppo dei comuni vicini, come nel caso di Grottaglie, Massafra, Martina Franca e Pulsano.
Si ebbe così la nascita del quartiere Paolo VI, a nord della città, nato dall'esigenza di costruire edifici destinati ad abitazioni per i dipendenti Italsider, che fossero vicino allo stabilimento e ben collegati da nuove infrastrutture. Ad est la città si continuerà a sviluppare sino ad arrivare in prossimità della Salina grande, con appunto il quartiere Salinella. A sud Talsano, Lama e San Vito, nonché la speculazione edilizia porterà la costruzione di un numero ingente ville private in prossimità della costa, in totale contrasto con il paesaggio.
Nel 1969 il Comune affida all'Arch. Franco Blandino l'incarico di redigere il piano di risanamento tuttora in attuazione, con il quale per la prima volta viene proposta l'intera conservazione del patrimonio edilizio, intervenendo solo con parziali diradamenti e con il restauro conservativo e di recupero. 
Oggi il borgo antico è al centro di iniziative di recupero grazie alla disponibilità di fondi provenienti dall’iniziativa privata e pubblica, in questi ultimi anni orientata soprattutto al risanamento di vecchi edifici da destinare a nuove funzionali abitazioni, come nel caso dei bandi "Case a 1€" del comune. Assieme ad esse, la città vecchia sta vivendo una fase di rinascita e di riscoperta grazie a numerose manifestazioni culturale, tra le prime "l'Isola che Vogliamo", nata nel 2011.
Tuttavia, le note difficoltà di carattere economico che hanno interessato il comune di Taranto, in dissesto finanziario dall'ottobre del 2006, hanno a lungo bloccato il riprisitino di numerosi edifici; primo fra tutti l'annosa questione del Palazzo degli Uffici, e del suo restauro, per il quale sono previste profonde opere di trasformazione, volte a restituire alla pubblica fruibilità sia il percorso della galleria fra Piazza Garibaldi e Piazza della Vittoria che i due cortili interni.